# 阿肯色大学
阿肯色大学（University of Arkansas，常简称U of A、UARK或UA），是一所公立、男女同校赠地研究型大学，校址位于阿肯色州费耶特维尔，是该州唯一一所研究型大学。它是阿肯色大学系统的旗舰学校，该系统共有6处校址。学生逾25,000人。

## 历史
该大学依赠地法案成立于1871年，当时占用的是歐扎克山（Ozark Mountains）山顶一个农场的用地，因此也被昵称作“The Hill” 。首届学生开班于1872年1月22日。成立之时名为阿肯色工业大学（Arkansas Industrial University）。1899年改为现名。

## 学术
该大学共开设超过200个本科、研究生及职业教育专业。以其建筑、农业（特别是动物科学和家禽学）、商科、历史、法律、中东研究等专业而知名。

## 排名
它是美国排名靠前的公立大學之一。2011年，其萨姆·M·沃尔顿商学院在全美公立商学院中排在前40位，整体则在前60位。2011年，其费伊·琼斯建筑学院（Fay Jones School of Architecture）的本科教育在全美建筑学院中排前30，法学院则在全美前150名内。

## 人物
美国前总统比尔·克林顿及前国务卿希拉里·克林顿在1970年代均执教于该校法学院。